# Rappa Ternt Sanga
Rappa Ternt Sanga – debiutancki album amerykańskiego rapera T-Paina.

## Lista utworów
| #  | Tytuł                        | Gościnnie                 | Czas trwania |
| -- | ---------------------------- | ------------------------- | ------------ |
| 1  | „Rappa Ternt Sanga (Intro)”  |                           | 1:48         |
| 2  | „I’m Sprung”                 |                           | 3:51         |
| 3  | „I’m N Luv (Wit a Stripper)” | Mike Jones                | 4:25         |
| 4  | „Studio Luv”                 |                           | 3:37         |
| 5  | „You Got Me”                 | Akon                      | 3:35         |
| 6  | „Let’s Get It On”            |                           | 3:52         |
| 7  | „Como Estas”                 | Taino                     | 3:34         |
| 8  | „Have It (Interlude)”        |                           | 3:16         |
| 9  | „Fly Away”                   |                           | 3:55         |
| 10 | „Going Thru a Lot”           | Bone Crusher              | 4:28         |
| 11 | „Say It”                     |                           | 4:00         |
| 12 | „Dance Floor”                | Tay Dizm                  | 3:58         |
| 13 | „Ur Not The Same”            | Akon                      | 4:17         |
| 14 | „My Place”                   |                           | 3:40         |
| 15 | „Blow Ya Mind”               |                           | 4:16         |
| 16 | „Ridge Road”                 |                           | 4:34         |
| 17 | „I’m High”                   | Styles P                  | 4:37         |
| 18 | „I’m Sprung 2”               | YoungBloodZ & Trick Daddy | 4:20         |